# Lei Feng Johansson
Lei Feng Johansson, född 4 november 1971 i Zheng Zhou i Henan-provinsen i Kina, är en i Sverige bosatt tonsättare och pianist. 1988–97 studerade hon komposition vid Centrala musikkonservatoriet i Beijing. 1999 började hon studera för Ole Lützow-Holm vid Högskolan för scen och musik vid Göteborgs universitet och tog en diplomexamen 2004.
Lei Feng Johansson är sedan 2007 medlem i Föreningen svenska tonsättare.

## Verk
- Monologue för klarinett (1999/2014)
- Walk with You för stråkorkester (2000)
- Qi för orkester (2003)
- Seven för flöjt, klarinett, 2 slagverkare, gitarr, piano, violin och cello (2009)
- Swedish Forest för orkester (2014-2015)
- Wink för flöjt eller sopransaxofon (2009)
- Three för 4-händigt piano (2011)
- You are My Friend, Jesus för barnkör med ackompanjemang till text av tonsättaren (2012)
- Olle och Skatan för klarinett, gitarr, cello och recitatör (2012–13)
- The Cross för barnkör med ackompanjemang (2013)
- Människor för kammarorkester (2013)